# Xã Onondaga, Michigan
Xã Onondaga (tiếng Anh: Onondaga Township) là một xã thuộc quận Ingham, tiểu bang Michigan, Hoa Kỳ. Năm 2010, dân số của xã này là 3.158 người.